# Abrine
L’abrine est une toxalbumine extrêmement toxique, qui est présente dans les graines d’Abrus precatorius. Chez la souris, la dose létale médiane est de 0,7 µg/kg de masse corporelle lorsqu'elle est administrée par voie intraveineuse (environ 31,4 fois plus toxique que la ricine, dont la dose équivalente est de 22 µg/kg).
La dose létale médiane chez l'homme varie de 10 à 1 000 µg/kg en cas d'ingestion et est de 3,3 µg/kg en cas d'inhalation.
L'abrine est une protéine inactivant les ribosomes comme la ricine, toxine présente dans les graines de ricin et la pulchelline, toxine présente dans les graines d'Abrus pulchellus tenuiflorus.
Cette substance est classée « Select Agent » dans la législation américaine.

## Propriétés physiques

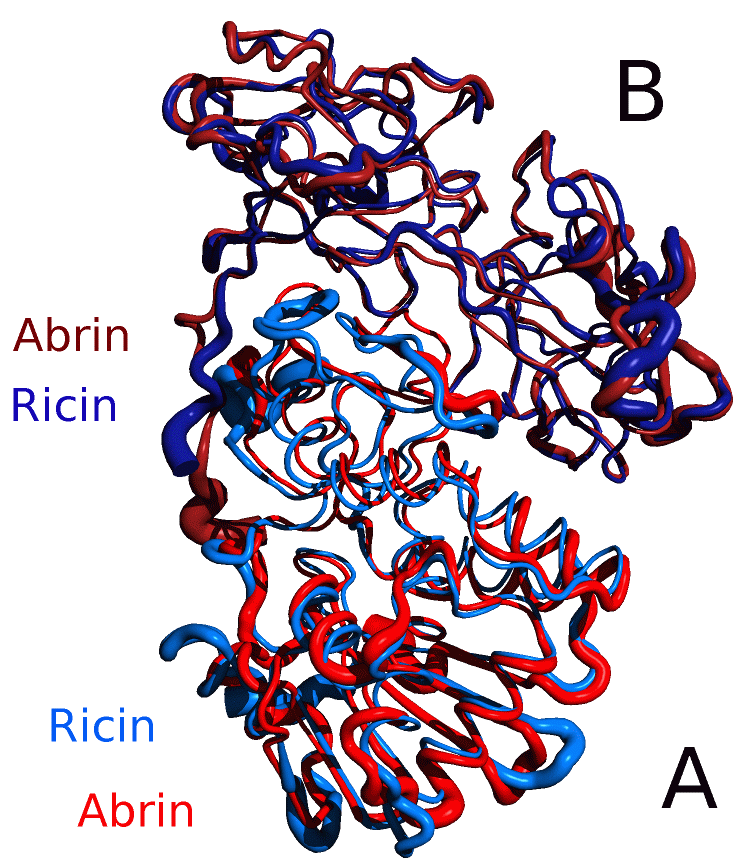
Comparaison des structures de la ricine (en bleu) et de l'abrine (en rouge). Les deux protéines sont très similaires.

L'abrine est une lectine hydrosoluble, de couleur blanc jaunâtre sous forme de poudre. C'est une substance stable qui peut supporter des conditions environnementales extrêmes,.
Bien que ce soit une substance combustible, elle ne se polymérise pas facilement et n'est pas particulièrement volatile.

## Utilisation
L'abrine n'est pas connue pour avoir été militarisée.
L'abrine se trouve naturellement dans les graines d'Abrus precatorius, espèce de plantes commune dans les régions tropicales qui est parfois employée comme remède en phytothérapie pour certaines affections.
Tandis que le tégument externe de la graine protège son contenu de l'estomac de la plupart des mammifères, les téguments sont parfois perforés pour fabriquer des bijoux en perles. Cela peut provoquer une intoxication si une graine est avalée ou si un tel bijou est porté contre la peau entamée par des plaies,.
On a démontré que l'abrine peut agir comme immunoadjuvant dans le traitement du cancer chez la souris.

## Toxicité
L'abrine agit en pénétrant dans les cellules du corps et en inhibant la synthèse des protéines cellulaires. En se fixant à une chaîne glucidique sur la surface cellulaire, la molécule d'abrine s'ancre à la cellule et est ensuite absorbée et pénètre dans les parties internes de la cellule où elle réagit avec une sous-unité ribosomique et interfère avec le processus normal de synthèse protéique de la cellule. Sans ces protéines, les cellules ne peuvent pas survivre. Cela est nocif pour le corps humain et peut être mortel même à de faibles expositions. La gravité des effets de l'intoxication à l'abrine varie selon les modes d'exposition à la substance (inhalation, ingestion ou injection),.
L'exposition de la peau à l'abrine peut provoquer une réaction allergique, qui se manifeste par divers symptômes : ampoules, rougeur, irritation et douleur.

## Signes et symptômes de l'exposition à l'abrine
Les principaux symptômes de l'intoxication à l'abrine dépendent de la voie d'exposition et de la dose reçue, bien que de nombreux organes puissent être affectés dans les cas graves. En général, les symptômes peuvent apparaître entre plusieurs heures et plusieurs jours après l'exposition. Les symptômes initiaux de l'intoxication à l'abrine par inhalation peuvent survenir dans les 8 heures suivant l'exposition, mais ce délai est plus généralement de 18 à 24 heures. Ils peuvent s'avérer mortels dans les 36 à 72 heures. Après l'ingestion d'abrine, les symptômes initiaux surviennent généralement rapidement, mais peuvent prendre jusqu'à 5 jours avant d'apparaître.
Les derniers signes et symptômes de l'exposition sont causés par les effets cytotoxiques de l'abrine, qui détruisent les cellules du rein, du foie, des glandes surrénales et du système nerveux central.

### Inhalation
Quelques heures après une inhalation d'abrine, les symptômes habituels sont la fièvre, la toux, l'irritation des voies aériennes, une oppression thoracique, un œdème pulmonaire (excès de liquide accumulé dans les poumons) et des nausées. Cela rend la respiration difficile (dyspnée), et la peau peut devenir bleue, dans un état de cyanose, mettant la personne en détresse respiratoire. L'excès de liquide dans les poumons peut être diagnostiqué par rayons X ou en écoutant la poitrine avec un stéthoscope. À mesure que les effets de l'abrine progressent, le patient peut devenir diaphorétique (transpiration abondante) et le liquide peut s'accumuler davantage. La pression artérielle peut chuter de façon spectaculaire, empêchant l'oxygène d'atteindre le cerveau et d'autres organes vitaux dans un état de choc circulatoire, et une insuffisance respiratoire peut survenir, ce qui peut être fatal dans les 36 à 72 heures. Si une exposition à l'abrine par inhalation n'est pas fatale, les voies respiratoires peuvent être sensibilisées ou irritées.

### Ingestion

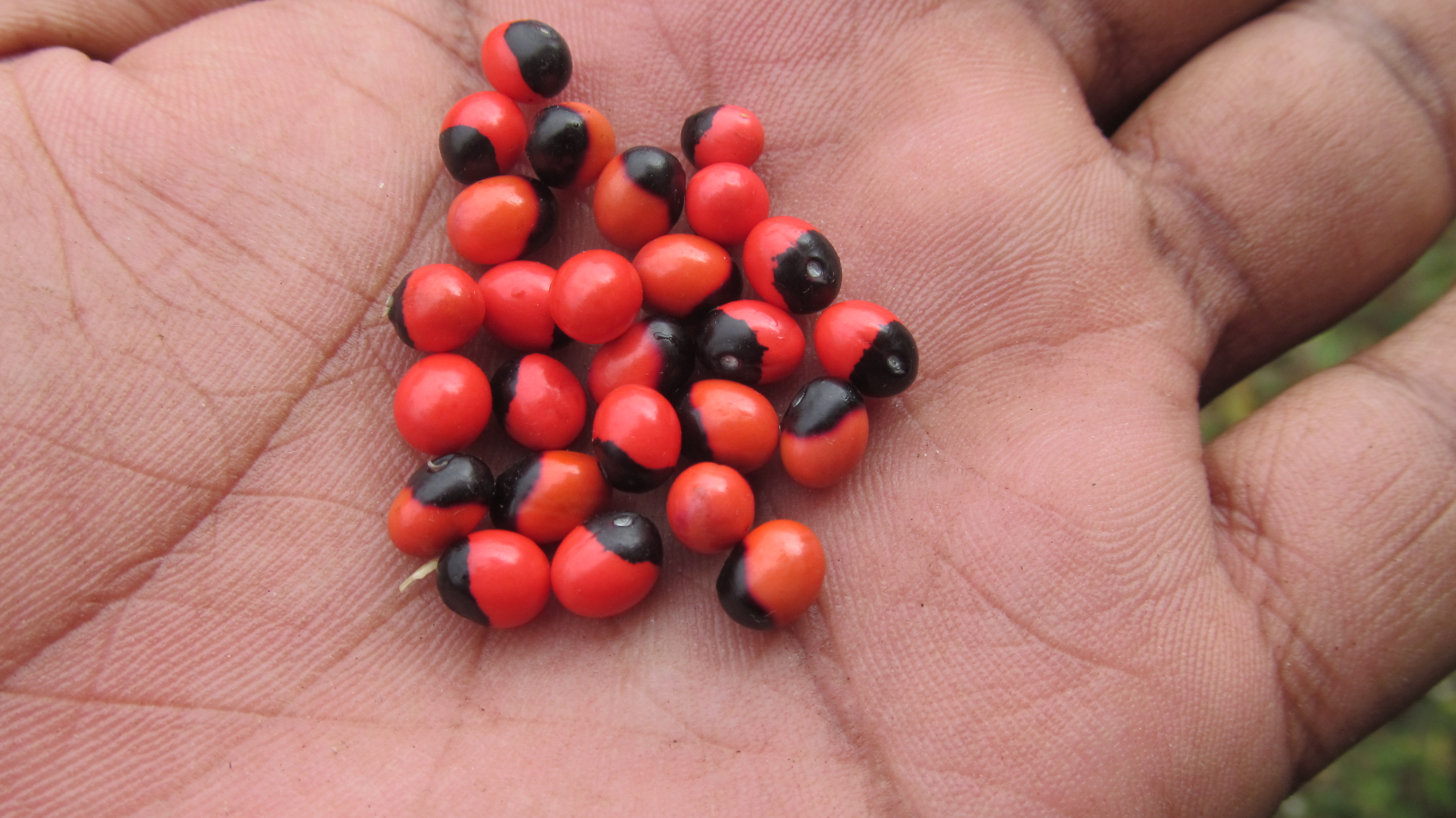
Graines dAbrus precatorius.

Avaler n'importe quelle quantité d'abrine peut entraîner des symptômes graves. Les symptômes précoces comprennent nausées, vomissements, douleurs dans la bouche, la gorge et l'œsophage, diarrhée, dysphagie (difficulté à avaler) et crampes abdominales et douleur. À mesure que les symptômes progressent, les saignements et l'inflammation commencent dans le tractus gastro-intestinal. La personne affectée peut vomir du sang (hématémèse), avoir du sang dans ses excréments, ce qui se traduit par une selle noire et goudronneuse appelée melæna, et un saignement interne plus important. La perte de volume sanguin et d'eau provoquée par les nausées, vomissements, diarrhées et saignements entraîne une chute de la pression artérielle et des lésions organiques, qui peuvent se manifester par une somnolence, de l'hématurie (sang dans l'urine), de la stupeur, des convulsions, une polydipsie (soif excessive) et une oligurie (production d'urine faible). Cela aboutit finalement à un syndrome de défaillance multiviscérale, un choc hypovolémique, un collapsus vasculaire et la mort.

### Absorption
L'abrine peut être absorbé par les blessures de la peau ou absorbé par la peau lorsqu'elle est dissoute dans certains solvants. Elle peut également être injectée dans de petites pastilles et absorbé par le contact avec les yeux. L'abrine, sous forme de poudre ou de brouillard peut provoquer des rougeurs et des douleurs dans les yeux (conjonctivite) à petites doses. De petites doses absorbées par les yeux peuvent également provoquer des larmes. Des doses plus élevées peuvent causer des lésions tissulaires, des saignements importants à l'arrière de l'œil (hémorragie rétinienne) et déficience visuelle ou cécité. Une dose suffisamment importante peut être absorbée dans la circulation sanguine et entraîner une toxicité systémique.

## Traitement
Comme il n'existe aucun antidote de l'abrine, le facteur le plus important est d'éviter l'exposition à l'abrine en premier lieu. Si l'exposition ne peut pas être évitée, le facteur le plus important est de retirer l'abrine du corps le plus rapidement possible. L'exposition à l'abrine peut être évitée lorsqu'elle est présente en grande quantité en portant un équipement de protection individuelle (EPI) approprié.
L'intoxication à l'abrine est traitée pour minimiser les effets de l'empoisonnement. Ce traitement varie en fonction du mode d'exposition et du temps écoulé depuis l'exposition. Dans le cas d'une ingestion récente, l'administration de charbon de Belloc et le lavage gastrique sont les deux options. L'utilisation d'un émétique (agent vomissant) n'est pas un traitement utile. En cas d'exposition des yeux, le rinçage de l'œil avec une solution saline aide à éliminer l'abrine. L'oxygénothérapie, la gestion des voies respiratoires, la ventilation assistée, la surveillance, la perfusion intraveineuse et l'électrolyte sont également des composants importants du traitement.